# Marianna (Arkansas)
Marianna – miasto w Stanach Zjednoczonych, w stanie Arkansas, w hrabstwie Lee.